# Registrerat trossamfund
Registrerat trossamfund är i Sverige en associationsform, likt ideell förening, som endast kan innehas av trossamfund. Därom stadgas i lagen om trossamfund, enligt vilken registrerade trossamfund får sina namn skyddade och kan få statlig hjälp med att ta upp medlemsavgifter. 
Svenska kyrkan fick i samband med skiljandet från staten år 2000, genom en särskild lag (1998:1591), ställning som trossamfund.
Som en följd därav infördes Lag (1998:1593) om trossamfund för att möjliggöra för andra trossamfund att välja samma associationsform och därigenom bland annat kunna ansöka om samhällets hjälp med uppbörd av kyrkoavgift.
Ett registrerat trossamfund måste ha:
- en gemenskap för religiös verksamhet där det ingår att ordna gudstjänst. (Gudstjänst skall i detta sammanhang förstås i vid bemärkelse så att exempelvis sammankomster för gemensam bön och meditation normalt innefattas., Prop 1997/98:116 s 20).

- stadgar där ändamålet framgår. Stadgarna ska också innehålla bestämmelser om hur beslut fattas inom samfundet.

- en styrelse eller motsvarande organ.

- ett namn som inte strider mot goda seder eller allmän ordning.

Ingen är skyldig att tillhöra trossamfund och dess medlemmar kan på eget initiativ fritt lämna samfundet. Barn som fyllt 12 år kan i Sverige inte bli medlem i eller lämna ett trossamfund utan eget samtycke.
Ett registrerat trossamfund kan avregistreras av kammarkollegiet, efter ansökan av samfundet. Om kraven för att få registrera trossamfund är uppfyllda får samfundet avregistreras utan likvidation. Då övergår det registrerade trossamfundet i en ideell förening, som övertar samfundets rättigheter och skyldigheter. 
Registrerade trossamfund har rätt att få organisationsnummer, och kod 63 för juridisk form i organisationsnummerregistret.
Ytterligare krav ställs för vigselrätt och statligt stöd till trossamfund. 

## Registrerade trossamfund i Sverige
- Ahlu Sunna Waljama'a, Islamiskt kulturcenter i Sverige (AWIKCS)
- Allmänna apostoliska kyrkan av Heliga Treenigheten
- Amoristerna, kyrkan för amorism
- Andens och Livets tempel
- Bosniakiska islamiska samfundet (BIS)
- Bulgarisk-ortodoxa kyrkan
- den Heliga katolska kyrkan (Västlig rit)
- den Nordisk-katolska kyrkan i Sverige
- den Sanna (gammalkalendariska) grekisk-ortodoxa kyrkan
- Det Missionerande Kopimistsamfundet
- Eckankars svenska satsangsamfund
- Estniska evangelisk-lutherska kyrkans kontrakt i Sverige
- Etiopiska ortodoxa kyrkans ärkestift i Sverige
- Evangeliska frikyrkan (EFK) - samgående mellan f.d.
  - Örebromissionen
  - Helgelseförbundet
  - Fribaptistsamfundet
- Equmeniakyrkan - samgående mellan f.d.
  - Metodistkyrkan i Sverige
  - Svenska Baptistsamfundet
  - Svenska Missionskyrkan
    - Svenska Frälsningsarmén
- Finska ortodoxa församlingen i Sverige
- Foundation for Spiritual Freedom, Sverige
- Foursquare Godpel Church Brazilian
- Frihetskyrkan
- Frälsningsarmén
- Förenade Islamiska Föreningar i Sverige
- Första Kristen vetenskapskyrkan, Stockholm
- Georgisk-ortodoxa kyrkan
- Gospelkyrkan i Norrtälje
- Gotiska Ärkestiftet av de Sanna Ortodoxt Kristna
- Grekisk-ortodoxa metropolitdömet av Sverige och Skandinavien
- Heliga korset och profeten Elias kloster i Östanbäck
- Hindu Culture Maintain Center
- Hinduiska Samfundet i Sverige
- Hindu Mandir Society
- I AM that I AM ministries (IATIA)
- "I AM", Study Group of Stockholm
- Ingridin-Spirit
- ISKCON Stockholm
- Internationella romska evangeliska missionen (IREM)
- Islamska fatwabyrån i Sverige (IFBS)
- Islamiska kulturcenterunionen i Sverige (IKUS)
- Islamiska Sunnicentret (ISC)
- Jehovas vittnen i Sverige
- Jerusalem Evangelical Church
- Judiska församlingarnas i Sverige centralråd
- Kalvinska episkopala kyrkan
- Koptisk-ortodoxa kyrkan i Skandinavien
- Kristi församling i Stockholm
- Kurdistans zarathustriska samfund
- Liberala katolska kyrkan i Sverige
- Mandeiska sabeiska samfundet i Sverige
- Medvetna Trossamfundet
- Nya kyrkan
- Nordiska Asa-samfundet
- Ordo Templi Orientis
- Perdiwar trossamfund
- Trossamfundet Pingst – fria församlingar i samverkan
- Radha Soami Satsang Beas Sverige
- Restoration Ministries
- River of Life
- Romersk-katolska kyrkan
- Rumänska ortodoxa kyrkan
- Ryska ortodoxa kyrkan i Sverige
- Samfundet Forn Sed Sverige
- Samfälligheten för Nordisk Sed
- Satanistiska samfundet
- Scientologi-kyrkan i Sverige
- Service of Placebo
- Serbisk-ortodoxa kyrkan
- Shalam Ministries International
- Shinnyo-en Sverige
- Sjundedagsadventistsamfundet
- Skymningslyktans Tempelkult
- Stockholm City Community Church
- Svenska Alliansmissionen
- Svenska Bahá'í-samfundet
- Svenska islamiska samfundet
- Svenska Kyrkan
- Syrisk-ortodoxa kyrkan
- The Church of Good Will
- The Redeemed Christian Church of God (RCCG)
- The Summit Lighthouse
- Trosrörelsen
- Tyska evangeliska församlingen i Malmö och södra Sverige
- Ungerska protestantiska samfundet i Sverige
- Vanasamfundet Moder Jord
- Vineyard Norden
- Vännernas samfund i Sverige (kväkarna)
- Wesleyanska församlingen
- Westminstersynoden i Tranås
- Ärkeängeln Rafaels efterträdare
- Örebro andliga kyrka (Spiritualistiskt center)